# The castle
The castle is een studioalbum van Tangerine Dream. De leider van Tangerine Dream Edgar Froese is dan al een aantal jaren bezig muzikale interpretaties te verzorgen van de in zijn ogen klassieke meesterwerken uit de literatuur. De serie kreeg als titel mee Eastgate's sonic poems. Voor dit album uit 2013 koos hij voor Het slot (originele titel: Das Schloss) van Franz Kafka. Het album liet muziek horen die Tangerine Dream al jaren maakt, maar er zijn hier en daar ook fragmenten te horen die refereren aan de experimentelere elektronische muziek die de band begin jaren 70 ten gehore bracht.

## Muziek
| Nr. | Titel                            | Duur |
| --- | -------------------------------- | ---- |
| 1.  | Approaching snowy village        | 8:16 |
| 2.  | Odd welcome                      | 6:29 |
| 3.  | The untouchable castle           | 5:51 |
| 4.  | The apparently lunatic hierarchy | 4:36 |
| 5.  | Barnadas the messenger           | 7:42 |
| 6.  | Irredeemable entity              | 7:51 |
| 7.  | The implicit will to meet Klamm  | 7:09 |
| 8.  | Desperate neverending longing    | 7:33 |
| 9.  | Surrender and adaption           | 7:12 |
| 10. | A place of mercy                 | 6:09 |

CD1: The Island of the Fay ·
CD2: The Angel of the West Window ·
CD3: Finnegans wake ·
CD4: The castle